# Ololygon aromothyella
Ololygon aromothyella (Syn.: Scinax aromothyella) ist ein neotropischer Froschlurch aus der Familie der Laubfrösche (Hylidae). Diese Art wurde früher zur Gattung Scinax gezählt und dort der Scinax-catharinae-Klade zugeordnet. Im Jahr 2016 wurde vorgeschlagen, diese Klade zu einer eigenständigen Gattung mit dem Namen Ololygon zu erheben. Es wurde diskutiert, welchen Umfang diese Klade hat und ob sie tatsächlich als eigene Gattung darstellbar ist. Im Jahr 2023 wurde nach ausführlichen molekulargenetischen und  morphologischen Untersuchungen die Gattung Ololygon wiedererrichtet.

## Beschreibung
Faivovich gibt in seiner Erstbeschreibung aus dem Jahr 2005 für die 28 untersuchten Männchen  Kopf-Rumpf-Längen von 20,3 bis 24,8 mm und für die zwei ihm vorliegenden Weibchen von 29,8 bis 31,8 mm an. Charakteristisch für Ololygon aromothyella ist die dunkelgelbe Färbung an den Innenseiten der Ober- und Unterschenkel, robuste, jedoch nicht hypertrophe Vorderbeine, und das Fehlen eines stark drüsigen Flecks in der Leistenregion. Von anderen Vertretern der Gattung Ololygon unterscheidet sich die Art hauptsächlich durch etwas größere Vorderbeine und Unterschieden der Schallblase bei den Männchen. Diese ist äußerlich etwas aufgebläht. 
Die Art ist eng verwandt mit Ololygon berthae und daher von diesem sympatrischen Laubfrosch am schwierigsten zu unterscheiden. Ololygon aromothyella hat im Vergleich zu Ololygon berthae robustere Vorderbeine und weniger stark ausgeprägte Schwimmhäute zwischen den Zehen. Zudem sind die Männchen von Ololygon aromothyella etwas größer (durchschnittlich 22,7 im Vergleich zu 20,5 mm) und die wenigen bekannten Weibchen viel größer (29,8 und 31,8 im Vergleich zu durchschnittlich 24,5 mm). Ein Foto eines Männchens ist bei Borteiro et al. (2007, S. 98) zu finden.

## Verbreitung
Diese Art war bis 2005 nur von drei Fundorten aus der argentinischen Provinz Misiones und einem Fundort aus dem uruguayischen Departamento Treinta y Tres bekannt. Prigioni et al. (2005) erweiterten die bekannte Verbreitung um etwa 750 km südlich ins zentralöstliche Uruguay und Borteiro et al. (2007) um weitere 150 km südlich ins südöstliche Uruguay. Eventuell kommt Ololygon aromothyella auch im brasilianischen Bundesstaat Rio Grande do Sul und dem benachbarten Paraguay vor.

## Lebensraum und Ökologie
Normalerweise kommt Ololygon aromothyella im Offenland vor, wo die Art während oder kurz nach starken Niederschlägen von Dezember bis Februar an permanenten oder länger dauerhaften Gewässern zu finden ist. Nur zwei Individuen wurden bisher entlang eines Waldbaches gefunden. Männchen rufen meist aus der Vegetation knapp über der Wasseroberfläche. Die Art besitzt eine Larvalentwicklung.

## Gefährdung
Die IUCN listet Ololygon aromothyella als Data Deficient, weil über die Art noch wenig bezüglich ihrer Verbreitung und ihrer ökologischen Ansprüche bekannt ist. Die Art kommt in mindestens einem Schutzgebiet vor, dem Parque Provincial Piñalito.